# Päpstlicher Rat für die Pastoral im Krankendienst
Der Päpstliche Rat für die Pastoral im Krankendienst (lat.: Pontificium Consilium pro Valetudinis Administris) wurde durch das Motu Proprio Dolentium Hominum Johannes Pauls II. vom 11. Februar 1985 als Päpstliche Kommission für die Pastoral im Krankendienst errichtet. Mit der Apostolischen Konstitution Pastor Bonus vom  28. Juni 1988 wurde die Kommission zum ständigen Päpstlichen Rat erhoben. Zum 1. Januar 2017 wurde der Rat aufgelöst.

## Aufgaben
Der Rat koordinierte die Aktivitäten der verschiedenen Dikasterien, sofern sie das Gesundheitswesen betrafen. Seine Aufgaben bestanden in der Förderung und Impulsgebung für Berufsausbildung und Studium. Er verbreitete, erklärte und bestärkte die Lehren der Kirche zu Fragen der Gesundheit, indem er auf dem Gebiet des Gesundheitsdienstes Kontakte zu den örtlichen Kirchen und Bischöfen unterhielt. Der Rat entwickelte Programme und Initiativen zur Gesundheitspolitik auf internationalen und nationalen Ebenen. Die Zeitschrift „Dolentium Hominum“ erschien vierteljährlich unter der Verantwortung des Päpstlichen Rates.
Papst Franziskus verfügte am 17. August 2016 mit dem Motu Proprio Humanam progressionem die Auflösung des Rates zum 1. Januar 2017. Die bisherigen Zuständigkeiten des Rates wurden von diesem Zeitpunkt an vom neuerrichteten Dikasterium für die ganzheitliche Entwicklung des Menschen übernommen, dessen Leitung der Papst dem bisherigen Präsidenten des Päpstlichen Rates für Gerechtigkeit und Frieden, Peter Kardinal Turkson übertrug.

## Präsidium
Das Präsidium setzte sich aus dem Präsidenten, einem Sekretär, einem Untersekretär und sechs Beisitzern zusammen. Der Papst bestimmte weitere 36 Mitglieder und bis zu 50 Berater, die sich jeweils aus Bischöfen, Priestern, Ordensleuten und Laien zusammensetzten. Das Präsidium koordinierte und organisierte Konferenzen, Fachtagungen und Vorträge im Zusammenhang mit der Gesundheitsfürsorge. Jährlich im November fand eine internationale Konferenz im Vatikan statt. Das Thema wurde durch das Präsidium festgelegt.

### Präsidenten
- 1985–1996: Fiorenzo Kardinal Angelini
- 1997–2009: Javier Kardinal Lozano Barragán
- 2009–2016: Erzbischof Zygmunt Zimowski